# Ensamble (lingüística)
En lingüística, más precisamente dentro del marco del Programa Minimalista de la Gramática generativa chomskyana, el término ensamble (en inglés, Merge) es la operación sintáctica mínima mediante la cual se construyen las relaciones jerárquicas que subyacen a la estructura de una oración.

## Recursión e infinitud discreta
La recursividad se considera un requisito mínimo y elemental de cualquier teoría sintáctica al formalizar la capacidad humana de generar infinitas oraciones a partir de un número limitado de elementos (Infinitud discreta). Esto se logra en el Programa Minimalista a través de la aplicación sucesiva y recursiva del Ensamble: el objeto {A {A, B}} puede ensamblarse a un nuevo objeto sintáctico C para obtener {C {C, {A {A, B}}}}, un objeto sintáctico que reúne los rasgos de C y {A {A, B}} que posee a C como etiqueta.

## Ensamble externo e interno
Se reconocen dos tipos de ensamble: el hasta ahora descrito es llamado Ensamble Externo, ya que toma por lo menos un objeto sintáctico directamente del lexicón (A, B o C).
El Ensamble Interno toma dos objetos sintácticos ya presentes en la derivación. Por ejemplo, en el objeto {C {C, {A {A, B}}}} puede tomarse un constituyente y reensamblarse al objeto completo. Suponiendo que se reensambla {A {A, B}} se obtiene {{A {A, B}} {{A {A, B}}, {C {C, {A {A, B}}}}}. El ensamble interno se utiliza para el chequeo de rasgos no interpretables y es responsable del fenómeno de desplazamiento de constituyentes.